# 陈通文
陈通文（1961年10月—），男，江西南昌人，华裔控制论专家，加拿大阿尔伯塔大学终身教授。主要从事计算机控制及应用、数字控制和多速率控制、基于网络的控制理论、报警监控及合理化等领域研究。

## 生平
曾就读于南昌市第十中学。1979年考入清华大学，是江西省理科高考状元。1984年毕业于清华大学自动化系工业仪表与自动化专业，1988年和1991年于加拿大多伦多大学电子工程系先后获硕士和博士学位。1991年开始在卡尔加里大学任教。1997入职阿尔伯塔大学大学电气与计算机工程系，1999年晋升教授。2008年4月受聘为山东大学长江学者讲座教授。2005年末当选IEEE Fellow。2009年初当选加拿大工程研究院院士。